# Рагулі
Рагулі — село, утворювало сільське поселення село Рагулі Апанасенковського району Ставропольського краю.

## Географія
Село розташоване в рівнинній відкритій місцевості. 
Відстань до крайового центру: 151 км. 
Відстань до районного центру: 40 км. 

## Історія
Переказ відносить заснування села Рагулі до 1843 року, коли перші переселенці оселилися на вільних землях Астраханської губернії. Поселення офіційно значилося як «урочище Рагулі в камишинських степах». Офіційна дата заснування села 4 червня 1861 року
Утворилося воно біля злиття двох річок: Рагулі і Кучерла переселенцями з Тамбовської, Пензенської, Харківської, Чернігівської, Катеринославської, Воронезької, Полтавської губерній і війська Донського. У 1861 році землі, на яких розташувалося село, відійшли до Ставропольської губернії, увійшовши до складу Медвеженської волості. В с. Рагулі було засновано сільське управління, що у різний час відносилося до Петровської, Виноделенської і Дивенської волостей. 
В 1880 році в Рагулях заснували самостійне волосне правління. Основним заняттям населення було землеробство і скотарство.

## Населення
Національний склад
Росіяни (90, 3 %), даргинці (4, 1 %), українці (1, 6 %)

## Інфраструктура
- Будинок культури[5]
- Фельдшерсько-акушерський пункт
- Бібліотека. Відкрита 27 травня 1951 року[4]
- Відділення поштового зв'язку
- Відділення ощадного банку
- Дільнична ветеринарна лікарня

## Освіта
- Дитячий садок № 6 «Ромашка»[6] (на 120 місць)
- Середня загальноосвітня школа № 7[7] на 317 місць і філія на 45 місць.

## Економіка
- Сільськогосподарський виробничий кооператив колгосп-племзавод «Шлях Леніна». Бюджетоутворювальне підприємство. Утворений 1 липня 1951 року[4]
- На території поселення розташовані 17 підприємств, організацій і установ. Основою економіки є сільськогосподарське виробництво
- На території поселення розташоване селянсько-фермерське господарство «Куц А. Н. », яке займається виробництвом сільськогосподарської продукції
- Торговельне та побутове обслуговування : 9 торгових точок Рагулинського сільпо, 4 приватних магазину, 12 індивідуальних підприємців, приватна перукарня, швейний цех
- Пекарня колгоспу «Шлях Леніна»
- Сервісна ділянка АТС
- Ділянка Апанасенковського «Міжрайводоканала»
- Лісництво
- Ділянка Світлоградського РЕМ.

## Люди, пов'язані з селом
- Панасенко, Дмитро Прокопович (1931) - старший чабан колгоспу-племзаводу «Шлях Леніна», кавалер орденів Леніна та «Знак Пошани»[4]

## Пам'ятники
- Меморіал воїнам, загиблим у роки громадянської і Великої Вітчизняної воєн. Створений у 1975 році[8]